# Bartalus Antal
Bartalus Antal (Békéscsaba, 1941. február 2. – 2022. március 5.) magyar jogász, erdésztechnikus, rendőr dandártábornok, rendőrfőkapitány.
Szülei Bartalus Antal agrármérnök és Szántó Mária háztartásbeli voltak, felesége Móri Éva, gyermekei Roland (1973) és Szilárd (1977).

## Életútja
Szakmai pályafutását bűnügyi nyomozóként kezdte, 1963 és 1974 között dolgozott ebben a pozícióban. 1974-ben titkárságvezetőnek, 1975-ben megyei igazgatásrendészeti osztályvezetőnek, majd 1976-ban megyei vizsgálati osztályvezetőnek nevezték ki. Ebben a beosztásban 1989-ig volt, amikor kinevezték a főkapitány bűnügyi helyettesének.
1990-től főkapitányként dolgozott a Veszprém Megyei Rendőr Főkapitányságon, melyet nyugdíjazásáig, 1996-ig teljesített. 1994-ben Göncz Árpád a Belügyminiszter javaslatára dandártábornokká nevezte ki.
1994-ben és 1995-ben vezetője volt annak a nyomozásnak, mely az országosan ismertté lett, úgynevezett Tribuszerné-ügyben folyt.
Nyugdíjasként is folytatta a szakmai munkát, hiszen 1998 és 2002 között a Belügyminiszter szakmai tanácsadója volt, illetve 1998 és 2003 között a Veszprémi Egyetem Továbbképző Intézetének tanáraként dolgozott.
Számos egyesület és más szervezet megalapításában is részt vett, többek között:
- 1991-ben kezdeményezte és fő támogatóként képviselte az első magyarországi IPA (International Police Association) szervezet megalapítását[6]
- 1993-ban megalapította a Hekus című bűnügyi magazint
- 1994-ben adoptálta és kibővítette az amerikai D.A.R.E programot (Magyarországon D.A.D.A. program néven futott)[7]
- 1996-ban alapító tagja volt a Magyar Kriminológiai Társaságnak és kuratóriumi elnöke a Veszprém Megyei Közbiztonsági Alapítványnak[8]
- 1999-ben a Veszprém Megyei IPA tiszteletbeli elnöke lett
- 2004-ben alapító tagja lett a Rendőrtábornokok Egyesületének[9]

## Tanulmányai
- 1955-1959 Erdészeti Technikum, Szeged
- 1959-1964 ELTE Állam- és Jogtudományi Kar, Budapest
- 1994 FBI Academy, Quantico, USA[10]

## Szolgálati Érdemérmei
- Haza Szolgálatáért Érdemérem arany, ezüst
- Kiváló Szolgálatért Érdemérem[11]
- Veszprém Város Arany Emlékérme[12]
- Pro Comitatu Díj[13]
- Vám- és Pénzügyőrségi Érem

## Publikációk
- Számos publikáció a Belügyi szemle című kiadványban (például Dr. Bartalus Antal r. alezredes: Körözés alatt álló bűnözőpáros másfél évig tartó tevékenysége, Belügyi Szemle 1985. február, illetve Dr. Bartalus Antal r. alezredes: Kábítószerrel visszaélés bűncselekményének nyomozása, Belügyi Szemle 1985. január
- Frank Heaney, Gay Machado, Bartalus Roland: Az Alcatraz falain belül, Pertinax Kiadó, 2006, ISBN 963-06-1263-1, szerkesztő: Dr. Bartalus Antal